# Розвадівка
Розвадівка (пол. Rozwadówka, Розвадувка) — село в Польщі, у гміні Соснувка Більського повіту Люблінського воєводства. Населення — 338 осіб (2011).

## Історія
1588 року вперше згадується православна церква в селі.
За даними етнографічної експедиції 1869—1870 років під керівництвом Павла Чубинського, у селі переважно проживали греко-католики, які розмовляли українською мовою.
У міжвоєнні 1918—1939 роки польська влада в рамках великої акції закриття та руйнування українських храмів на Холмщині і Підляшші перетворила місцеву православну церкву на римо-католицький костел.
Під час Другої світової війни у селі діяла українська школа. Проте у червні 1942 року через залякування учителька покинула школу й українські діти були змушені відвідувати польську школу. Як звітував командир сотні УПА Іван Романечко («Ярий») у лютому 1946 року, значну частину населення села становили «калакути» («перекидчики») — українці, які прийняли римо-католицтво й вважали себе поляками.
У 1975—1998 роках село належало до Білопідляського воєводства.

## Населення
Демографічна структура станом на 31 березня 2011 року:
|          | Загалом | Допрацездатний вік | Працездатний вік | Постпрацездатний вік |
| -------- | ------- | ------------------ | ---------------- | -------------------- |
| Чоловіки | 177     | 33                 | 118              | 26                   |
| Жінки    | 161     | 27                 | 84               | 50                   |
| Разом    | 338     | 60                 | 202              | 76                   |